# El Verde, Nayarit
El Verde är en ort i Mexiko.   Den ligger i kommunen Tepic och delstaten Nayarit, i den centrala delen av landet, 600 km väster om huvudstaden Mexico City. El Verde ligger 923 meter över havet och antalet invånare är 819.
Terrängen runt El Verde är varierad. Runt El Verde är det ganska tätbefolkat, med 199 invånare per kvadratkilometer. Närmaste större samhälle är Tepic, 9,4 km nordväst om El Verde. I omgivningarna runt El Verde växer huvudsakligen savannskog.